# Dikkedruppelpreparaat
Een dikkedruppelpreparaat is een microscopisch preparaat van bloed voor de diagnose van malaria of andere parasitaire ziekten. Het wordt gemaakt door een bloeddruppel (de dikke druppel) die verkregen wordt met een vingerprik op een voorwerp- of objectglas te brengen; ook kan door het aanprikken van een ader verkregen bloed gebruikt worden (perifeer bloed, in tegenstelling tot een beenmergpunctie).
Microscopisch onderzoek van een uitstrijk van bloed op een voorwerpglas is de belangrijkste vorm van diagnostiek voor het aantonen of uitsluiten van malaria of van een aantal andere ziekten die worden veroorzaakt door bloedparasieten. De aanwezigheid van de parasiet kan worden vastgesteld, alsmede de specifieke soort malariaparasiet waarom het gaat. 

## Methode
De verkregen bloeddruppel wordt met een tandenstoker zo dun uitgestreken over het glas dat de letters van een krant er nog net doorheen kunnen worden gelezen. De bloeddruppel stolt aan de lucht en op het horizontale glaasje wordt een dunne laag water gebracht; de ingedroogde rode bloedcellen lossen op, waardoor ze later het beeld niet verstoren. Na opnieuw drogen wordt de resterende laag gekleurd met een kleurtechniek naar keuze, zoals de Giemsa-kleuring. Na opnieuw drogen wordt het plaatje met de cellaag onder de microscoop bekeken. Eventueel aanwezige parasieten kunnen zo worden herkend, maar door de manier waarop het preparaat is gemaakt zijn de cellen vervormd. Alleen een ervaren analist kan meestal vaststellen om welke soort Plasmodium het gaat: Plasmodium falciparum, Plasmodium vivax, Plasmodium ovale of Plasmodium malariae.
Voor het aantonen en onderscheiden van de malariaparasiet kan ook gebruik gemaakt worden van de bloeduitstrijk die voor de differentiële telling van bloedcellen wordt gemaakt. Een dergelijk preparaat, gekleurd volgens Giemsa, laat de rode en witte bloedcellen zien en de eventuele parasieten liggen los van elkaar waardoor zij beter zijn te onderscheiden naar soort. Doordat de cellaag ongeveer tien keer dunner is dan bij het dikkedruppelpreparaat moet er langer worden gezocht naar parasieten. Een dikkedruppelpreparaat is voor het aantonen van de parasiet, de bloeduitstrijk is voor het benoemen ervan en voor het vaststellen van de hoeveelheid uitgedrukt als het percentage besmette rode bloedcellen, de parasitemie.